# Langrova vila
Langerova vila ve Svitavách postavená v letech 1890–1892 v historizujícím slohu pro svitavského podnikatele Julia Langera patří k nejhezčím stavbám ve městě. Navrhoval ji brněnský architekt Germano Wanderley, stavbu realizoval jeho syn Hugo Wanderley. Prostředky na stavbu vily a přilehlého parku získal Julius Langer nečestným způsobem při obchodování s dřívím. Syn Julia Langera Robert Langer byl okolnostmi (osobní krach) donucen roku 1930 vilu prodat. Svitavská spořitelna v roce 1933 pronajala vilu městu, které přeneslo své úřadovny ze Staré radnice do nových prostor vily. Od roku 1942 se celá vila stala majetkem města. Od roku 1945 je vila využívána pro potřeby městského národního výboru, resp. městského úřadu. K vile přiléhá rozsáhlý park, který nese od roku 1993 jméno Park Jana Palacha.
Váže se k ní i jedna ze svitavských pověstí.

## Historický vývoj
V letech 1969 až 1971 byla provedena obnova malby stropu hlavního schodiště.
V r. 1978 byla podle projektu Státního ústavu pro rekonstrukci památkových měst a objektů Praha a dalších firem vybudována dnešní obřadní síň.
V letech 1981 až 1983 proběhla oprava celé fasády budovy.
V letech 1983 a 1984 úprava původního parního vytápění na teplovodní.
V letech 1985 až 1986 obnoveno a celkově zrekonstruováno zadní venkovní schodiště
V roce 1992 výměna kotlů na tuhého paliva za plynové.
Přehled oprav z roku 1995: Společnost Pyrus z Brna provedla opravy a částečnou výměnu na krovové konstrukci (chemická sanace proti hmyzu, houbám atd.) za 400 000 Kč. Firma Klepocol Svitavy se věnovala opravě žlabů a půdních svodů (150 000 Kč). Společnost Parléř Vysoké Mýto opravila okrasné zábradlí na střeše budovy (750 000 Kč). Firma Grano Skuteč provedla opravu zadního schodiště v budově.
V roce 1996 byla provedena výměna pozinkovaných plechů na střeše budovy za měděné, oprava komínů a výměna střešních oken (550 000 Kč).
V letech 1997 a 1998 byla provedena oprava obou věží.
V r. 1999 byl obnoven balkon na severní straně budovy (121 000 Kč), oprava zadního schodiště do budovy (13 600 Kč), částečná oprava střechy (54 000 Kč) a oprava vstupní brány (41 400 Kč).